# Чапаевка (платформа)
Чапа́евка — остановочная платформа Смоленского направления МЖД в Одинцовском городском округе Московской области.

## Описание
Названа по деревне Чапаевка, расположенной на 1,5 км севернее платформы. К востоку от платформы — переезд автодороги от Можайского шоссе в направлении Звенигорода через железнодорожные пути.
Состоит из двух платформ, соединённых только настилом через пути. 
Не оборудована турникетами. Билетной кассы нет. С марта 2022 года оборудована терминалами предварительного оформления проездных документов.
Время движения от Белорусского вокзала — около 1 часа 10 — 1 часа 15 минут.